# العاشق (مالطا)
العَاشَق (بالمالطية: Ħal Għaxaq)‏، أنطق العَاشَق) هي قرية في المنطقة الجنوبية من مالطا، يبلغ عدد سكانها 4,722 نسمة اعتبارًا من مارس 2014. وهي في الأساس منطقة سكنية محاطة بأرض تستخدم للأغراض الزراعية. ربما يرجع اسم القرية إلى عائلة نبيلة اسمه عَاشَق التي كانت الأراضي الإقطاعية في المنطقة في القرن الرابع عشر،  أو قد يكون مشتقا من المالطية كلمة معنى العِشْق.

## أماكن مثيرة للاهتمام في العاشق

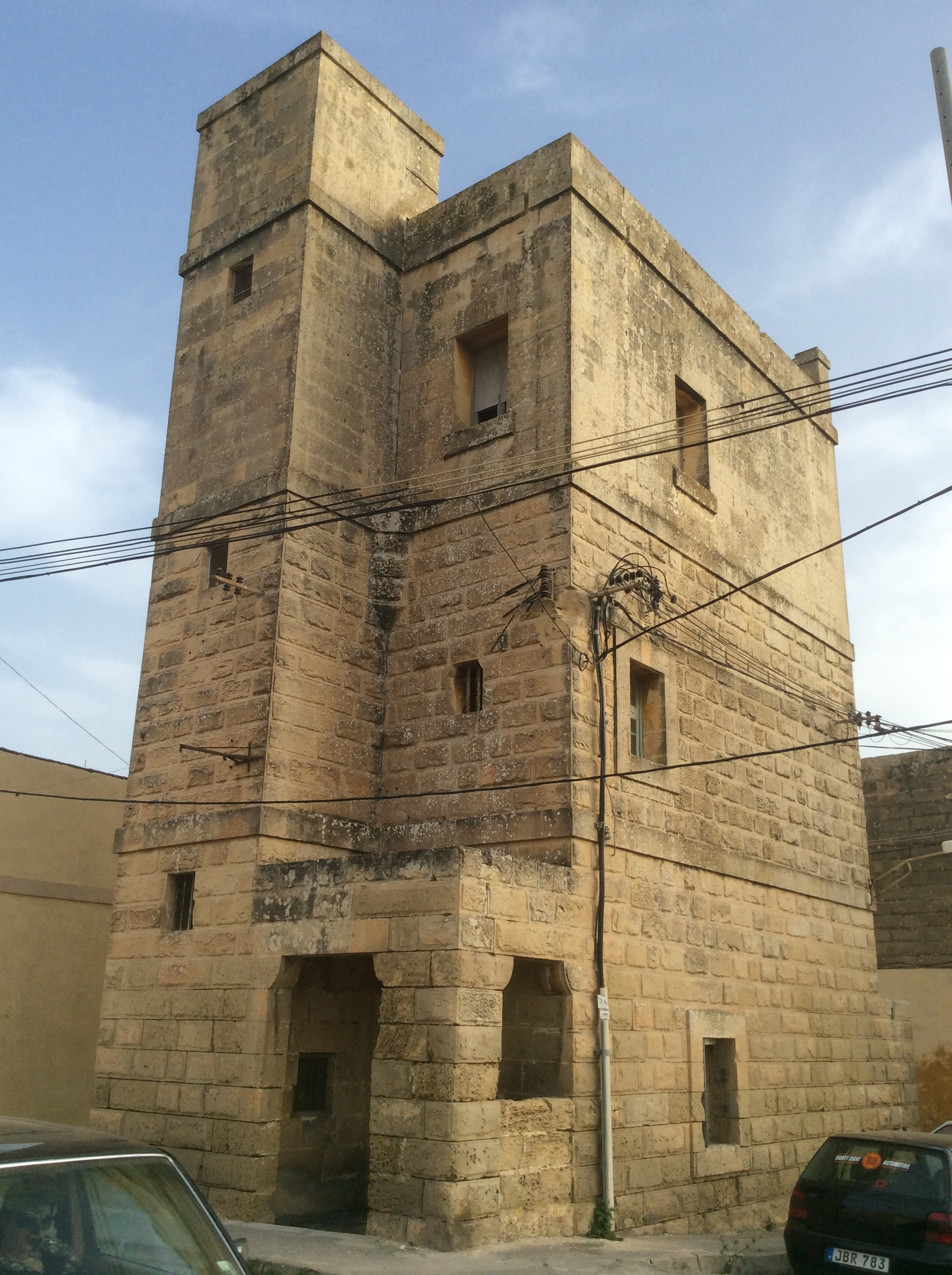
برج العاشق، الذي بني في عام 1848

- دار البَبُّوش أو دار الماسي - منزل مزخرف بصدف البحر (شارع سانت ماري، خلف كنيسة الرعية)[3]
- مُصَلَّى القديس فيليب (في ساحة القديس فيليب)
- كنيسة سانت لوسي (في ضواحي القرية)
- كنيسة المسيح الفادي (على مشارف القرية)
- جنبا إلى جنب مع كنيسة الرعية والروائع اثنين، نوادي الفرقة (كما ذكر أعلاه)
- برج عاشق

## مناطق في العاشق
- بئر الذهب (بالمالطية: Bir id-Deheb)
- السَّبْتَان (بالمالطية: Ħas-Saptan)
- المكسور (بالمالطية: Il-Miksur)
- قسم الدميقي (بالمالطية: Qasam Ħal-Dmikki)
- تل البراني (بالمالطية: Tal-Barrani)
- تل غردة (بالمالطية: Tal-Garda)
- تل الجبل (بالمالطية: Tal-Ġebel)
- تل ميلييري (بالمالطية: Tal-Millieri)
- تل قطوس (بالمالطية: Tal-Qattus)
- تل ولجة (بالمالطية: Tal-Wilġa)

## مجلس العاشق المحلي
أعضاء مجلس العاشق المحلي الحالي هم:
- دارين أبيلا (عمدة - PL)
- كريستين دالي (PL)
- روز أجيوس (PN)
- كيث فينيش (PL)
- أندرياس جات (PL)

## روابط خارجية
- مجلس العاشق المحلي
- نادي فرقة سانت ماري
- نادي فرقة سانت جوزيف
- قرية العاشق
- حزب العمال بالعاشق